# Punze (Werkzeug)

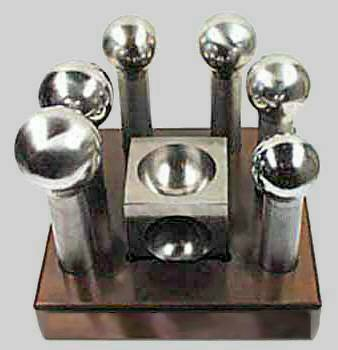
Kugelpunzen mit Würfelanke

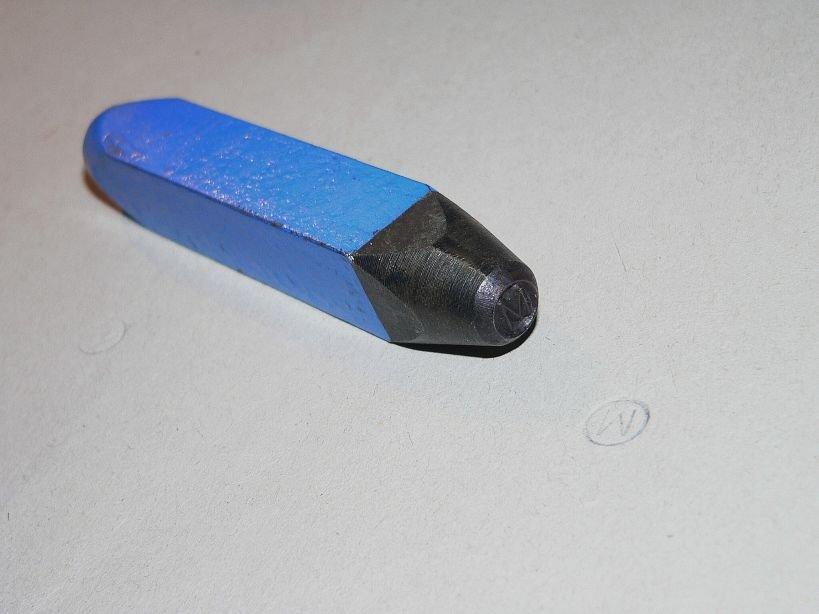
Punzstahl

Die Punze (von lateinisch punctio; „das Stechen“), auch Punziereisen, veraltet auch Bunze, ist ein Schlagstempel zur Metall- und Lederbearbeitung. Im Goldschmiede-, Kunstschmiede-, Graveur- und Uhrmacherhandwerk treten Punzen in vielen Variationen und Anwendungen auf. Als Punze wird ein längliches Stück Werkzeugstahl (Rund- oder Vierkantprofil) bezeichnet. Die Punzenrohlinge werden Pranteln genannt. Das eine Ende einer Punze ist der jeweiligen Anwendung gemäß geformt, gehärtet und angelassen, auf das andere (plane, ungehärtete) Ende wird mit dem Hammer geschlagen.
Die Punzen werden zum Stempeln von Zeichen, Mustern oder Darstellungen in Metallen, Leder und Pappe verwendet. Im Bereich der Buchbinderei sind bei hochwertigen Einbänden aus Leder und zum Teil auch Pappe häufig schmückende Ornamente mit Punzen hergestellt. Die einfachste und meistverwendete Urform einer Punze in der Metallverarbeitung ist der Körner zum Fixieren von Bohrungen auf metallischen Flächen.
Sie werden auch vom Ziseleur verwendet, der viele verschiedene Punzen, die er in seiner Ausbildung selber herstellt, benutzt.
Sie werden auch zum Treiben von Metallen verwendet. Die Punze kam bis ins 19. Jahrhundert auch bei der Herstellung von Münzstempeln als Hilfsmittel zur Anwendung.
Einige Punzenformen sind:
- Laufpunzen (zum Einschlagen von Linien und Ornamenten, zum Beispiel zur Vorbereitung zum Treiben)
- Kugelpunzen
- Ziselierpunzen (zum Beispiel Schrotpunzen)
- Fasserpunzen
- Feingehaltstempel (Stempel des Feingehaltes im Edelmetall wird auch als Punzierung bezeichnet)
- Erzeugerpunzen (Firmenstempel, Meistermarken) wie die Zinnmarken
- Faulenzerpunzen (diese hinterlassen bei einem Arbeitsgang gleich zwei oder mehrere Abdrücke)
- Mattsetzpunzen
- Motivpunzen zur Verzierung der Blattgoldflächen mittelalterlicher Goldgrundbilder
- Lupferpunzen

Konterpunzen (oder Gegenpunzen) sind Werkzeuge, die bei der Verfertigung von Punzenarbeiten zum Einschlagen von Vertiefungen in die Arbeitsfläche dienen, die mittels eines Grabstichels (oder der Punze) nicht leicht und nicht schön genug erfolgen.